# Hemeroblemma nocticoelum
Hemeroblemma nocticoelum is een vlinder uit de familie van de spinneruilen (Erebidae). De wetenschappelijke naam van de soort is voor het eerst geldig gepubliceerd door Feige.